# نبرد تیسفون (۱۹۸)

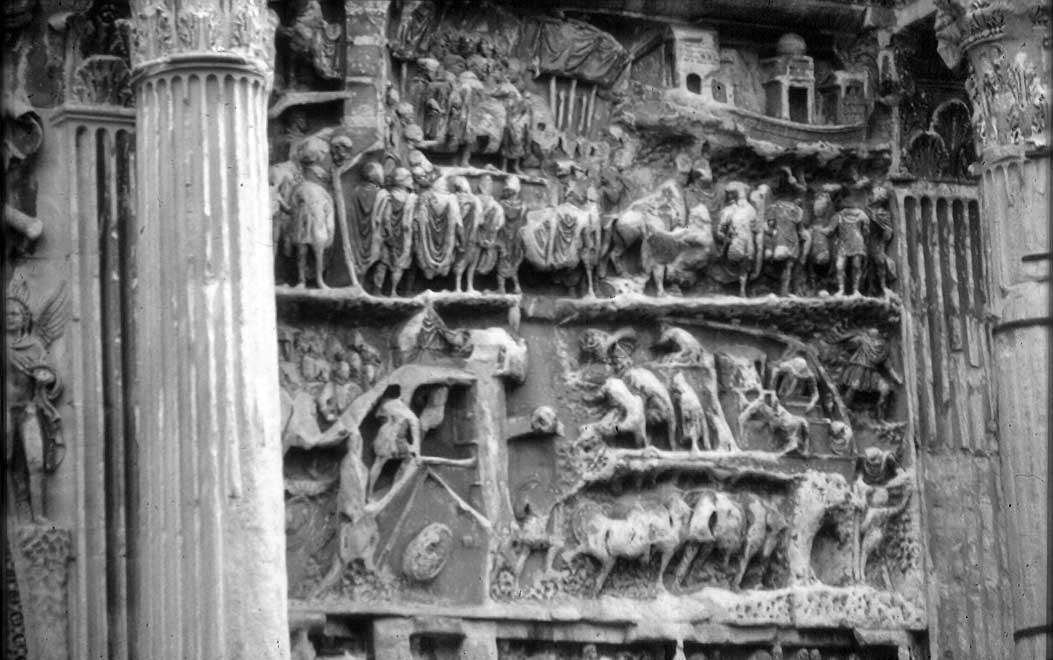
محاصره تیسفون، نقش‌برجسته‌ای در طاق سپتیمیوس سوروس

نبرد تیسفون بخشی از جنگ‌های ایران و روم بود که در زمان اشکانیان روی داد. رومی‌ها به قصد تصرف پایتخت پارتی‌ها این حمله را تدارک دیدند.